# Birds (пісня Анук)
«Birds» — пісня нідерландської співачки Анук, з якою вона представляла Нідерланди на пісенному конкурсі Євробачення 2013 у Мальме. Пісня була виконана 18 травня у фіналі, де, з результатом у 114 балів, посіла дев'яте місце.